# Drogenberatung

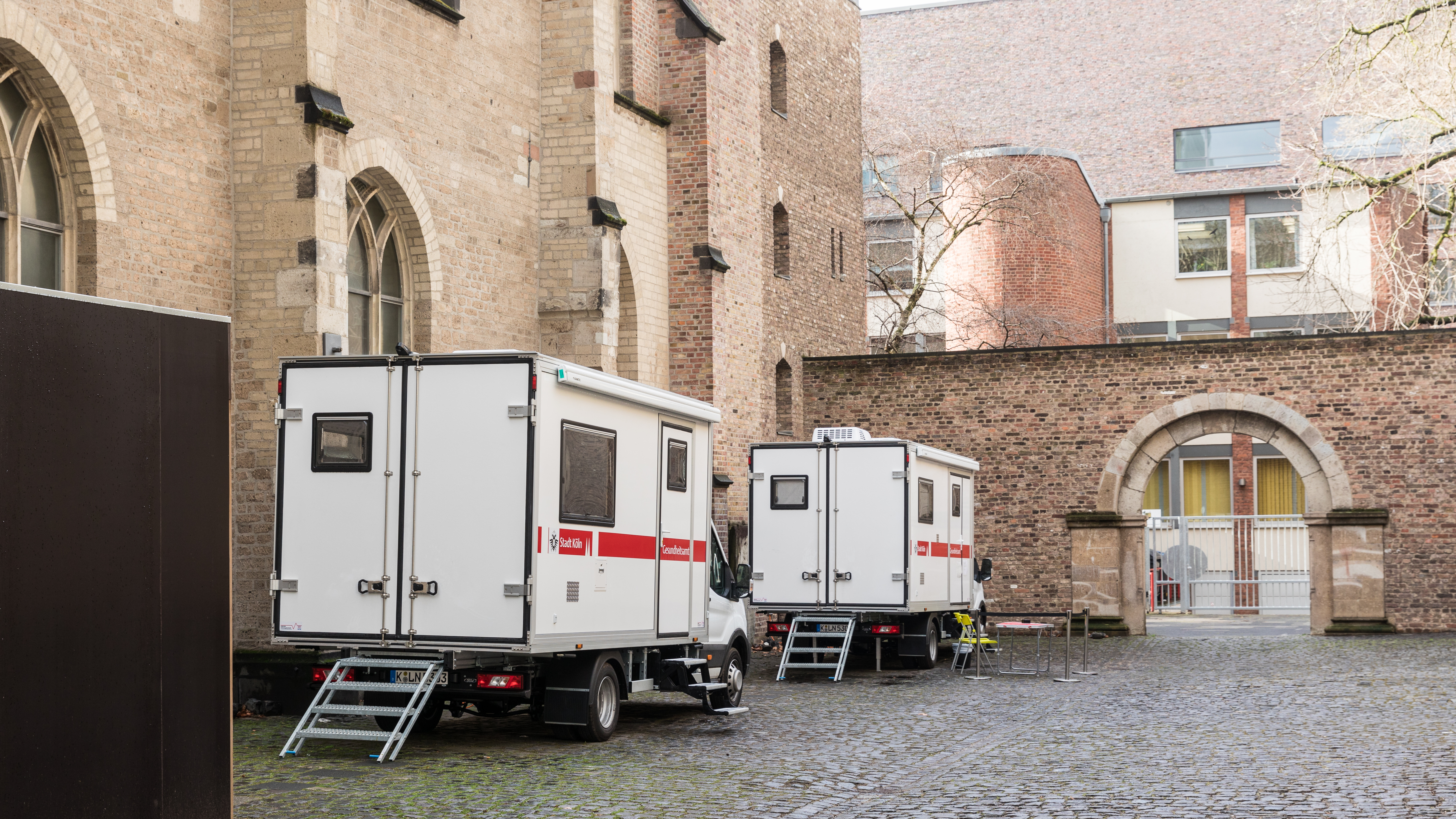
Mobiles Drogenhilfeangebot der Stadt Köln: ein Fahrzeug, in dem Beratungen stattfinden, und ein Fahrzeug, in dem Abhängige unter medizinischer Aufsicht Drogen konsumieren können

Drogenberatung ist ein Teilbereich der Sozialen Arbeit.
Als Antwort auf Entstehung einer Drogenszene in der Bundesrepublik Deutschland (circa 1969) wurden von unterschiedlichen Institutionen (zum Beispiel Behörden der Gesundheits- und Jugendpflege, den freien Trägern) die sogenannten Drogenberatungsstellen (kurz Drobs) geschaffen. Die Arbeit der Drogenberatungsstellen zielt auf Suchtgefährdete, Süchtige und deren Angehörige ab.

## Ziele
Langfristiges Ziel der Drogenberatung ist ein Abbau der Abhängigkeit (Medizin) und eine positive Sozialisation (Vergesellschaftlichung), das heißt eine Wiedereingliederung des Menschen in die Gesellschaft.
Ziel der niederschwelligen Drogenberatung ist hauptsächlich, der Verelendung der Drogenabhängigen entgegenzuwirken und Drogenkonsum ohne unnötige gesundheitliche Risiken (zum Beispiel Infektion mit Hepatitis B, C oder HIV) zu ermöglichen.

## Angebote
Die Arbeitsbereiche der Drogenberatungsstellen sind: Einzelfallhilfe und Prävention.

### Rehabilitation und Rekuperation
In der Suchttherapie steht Rekuperation für die Wiedergewinnung des Zugangs zu den in der eigenen Person angelegten Fähigkeiten – im Unterschied zur Rehabilitation (deutsch: „Wiedereinsetzung in den früheren Stand“), bei der es um die Wiederherstellung eines Zustands vor der Abhängigkeit geht.
Traditionelle Drogenhilfe arbeitet mit dem so genannten Abstinenz-Paradigma, das heißt, Ziel ist immer das drogenfreie Leben und die nicht-auffällige Sozialisation. Klienten werden hierzu auf verschiedene Weise (existenzielle Grundsicherung, Stabilisierung der Lebenslage, Beratung mit Suche nach Lebensalternativen, therapeutische Gespräche etc.) unterstützt, um Motivation für Entgiftung und Therapie aufzubauen, auch wird im Anschluss an eine Therapie entsprechende Nachsorge angeboten, um die ‚Wiedereingliederung‘ des ehemals Abhängigen zu begleiten und eine Stabilisierung zu bewirken. Erfolgsquote dieses Ansatzes, das heißt der Anteil Drogenabhängiger, die nach einer (erfolgreichen) Therapie tatsächlich nachhaltig ohne Suchtmittel leben, ist nach wie vor gering, die Rückfallquote liegt bei circa 60 bis 80 Prozent. Zurückzuführen ist dies auf diverse Faktoren:
Insbesondere die Nachsorge-Einrichtungen sind zu wenig ausgebaut, da kaum entsprechende Finanzierung aufzutreiben ist, das heißt, viele Drogenabhängige werden nach der Therapie ohne weitere oder zu geringe Unterstützung in eine Lebenssituation entlassen, die sie bis dato mittels Drogengebrauch zu bewältigen versuchten – das muss fast ohne Erfolg bleiben. Die Rückkehr in die gleiche Umgebung, in die Szene, da dort meist die einzig verbliebenen Sozialkontakte sind, führt schnell zum Rückfall in „alte Gewohnheiten“.
Auch zu berücksichtigen ist, dass die Therapierten zumeist wieder in prekäre Verhältnisse entlassen werden, oft ist nicht einmal eine Wohnung beschafft, Arbeit ist in der heutigen Zeit für diese, gesundheitlich oft angeschlagenen, zumeist minderqualifizierten Menschen kaum zu finden etc. Dies bewirkt nicht nur den oft notwendigen Rückgriff auf alte Bekannte, die noch in der Szene sind, sondern setzt auch einen Teufelskreis der Unsicherheit, Unzufriedenheit und Hoffnungslosigkeit in Gang.
Nicht zu vergessen ist, dass die meisten illegalen Drogen nach entsprechendem Missbrauch zudem eine immense psychische Abhängigkeit bewirken, der Suchtdruck ist für viele schwer auszuhalten; ähnlich wie bei Alkoholkranken besteht auch bei diesen Menschen eine lebenslange Abhängigkeit. Oft wurden die grundlegenden Ursachen, die irgendwann zum Drogenmissbrauch führten (psychische Traumata), nicht ausreichend während der Therapie bearbeitet, so dass die „Antwort“ auf unbewusste Konflikte etc. oft wiederum der Griff zur Droge ist.

### Abstinenz und Ersatztherapie
Originäre Aufgaben der Drogenberatungsstellen sind ferner die Vorbereitung auf und Vermittlung in stationäre Entgiftungs- und Entwöhnungsbehandlungen, Vermittlung in ein Substitutionsprogramm (mit Methadon – Handelsname Polamidon –, Buprenorphin etc.) sowie die psychosoziale Begleitung während einer Ersatzstoffbehandlung.
In den meisten europäischen Ländern bildeten sich neben der absolut abstinenzorientierten Drogenberatung (oft bei denselben Trägern) deshalb niederschwellige Angebote heraus. In Kontaktläden, Notschlafstellen, Szenetreffs etc. wird ohne das hohe, oft zu Frustrationen führende Abstinenzgebot versucht, mit den Klienten ihre Lebenssituation zu verbessern. Diese Angebote beginnen bereits beim Streetwork (dem Aufsuchen der Drogenabhängigen in der Szene) mit dem Verteilen von Einmal-Spritzen, beinhalten meist die Möglichkeit zur Körperpflege, an günstiges Essen zu kommen, eine Übernachtungsmöglichkeit zu haben, bis hin zu kostenfreier medizinischer Versorgung oder Unterstützung bei der Abklärung von Ansprüchen (ALG II, Sozialgeld, Rente).